# Post mortem (série télévisée)
Pour les articles homonymes, voir Post mortem.
Post mortem est une série télévisée allemande en 17 épisodes de 45 minutes créée par Lorenz Lau-Uhle et diffusée du 18 janvier 2007 au 17 janvier 2008 sur RTL.
En France, la série a été diffusée à partir du 8 juin 2008 sur TF1.

## Synopsis
Le docteur Daniel Koch travaille à la police scientifique de Cologne et essaie de résoudre les nombreux crimes s'y déroulant.

## Distribution

### Acteurs principaux
- Hannes Jaenicke (VF : Guillaume Orsat) : Dr. Daniel Koch
- Anne Cathrin Buhtz (VF : Daniele Douet) : Dr. Vera Bergmann
- Charly Hübner (VF : Patrick Borg) : Dr. Thomas Renner
- Mirko Lang (VF : Alexandre Gillet) : Frederick Peyn
- Therese Hämer (VF : Françoise Rigal) : Dr. Carolin Moritz
- Tilo Nest (de) (VF : Paul Borne) : Commissaire Brandt

### Acteurs secondaires
- Tina Bordhin (VF : Anne Massoteau) : Victoria Koch
- Minh-Khai Phan-Thi : Dr. Yvonne Janus
- Jörg Rayhjen (VF : Fabien Jacquelin) : Jörn Schuster (saison 1, épisode 2)

## Épisodes

### Première saison (2007)
1. Un passé glacé (Familiengrab)
2. Confession intime (Das Geständnis)
3. Meurtre en famille (Amok)
4. Une faim de loup (Hundefutter)
5. La belle au bois dormant (Grezenlose Liebe)
6. Maya ma belle (Die Suche)
7. Usurpation d'identité (Notwehr)
8. Séquelles du passé (Tod and Raten)
9. La Vengeance au corps (Alte Wunden)

### Deuxième saison (2008)
1. La Main de trop (Körperteile)
2. Les Délices de la vengeance (Einsame Herzen)
3. Tombée bien bas (Schutzlos)
4. Hors de l'eau (Treibgut)
5. Mort sur ordonnance (Tod im OP)
6. Trafic explosif (Helden)
7. Le Passeur (Jenseits vom Paradies)
8. Contamination (Tödliche Wolke)